# 沖縄県立農林学校
| 沖縄県立農林学校 | 沖縄県立農林学校 |
| ---------------- | ---------------- |
| 創立             | 1902年           |
| 所在地           | 沖縄県国頭郡     |
| 初代校長         |                  |
| 廃止             | 1945年           |
| 後身校           | 北部農林高等学校 |
| 同窓会           |                  |

沖縄県立農林学校（おきなわけんりつのうりんがっこう）は、沖縄県に設立された実業学校である。

## 概要
1902年、国頭郡に設置された国頭農学校が始まりである。1912年、沖縄県立農学校となり、高等小学校卒を入学資格とし修業4年、定員200名となる。1916年に、修業3年に短縮、定員300名となり、嘉手納へ移転した。1923年に林科を設置して沖縄県立農林学校と改称した。1945年の沖縄戦による廃校まで、約2,800名の卒業生を送り出した。

## 戦前
1888年、国頭郡に国頭郡農会の設立されたが、それに際して農事講習会が開かれた。これをうけて、国頭高等小学校に農学科が設置された。1902年、国頭高等小学校から分離して国頭農学校が設立された。1912年、沖縄県に移管され、県立農学校となる。修業年限も4年になった。
1916年、沖縄県知事であった大味久五郎の打ち出した財政緊縮策により、沖縄県内の学校統廃合計画された。この計画で国頭農学校は中頭農学校、島尻農学校と合併した。そして嘉手納にあった沖縄県立第二中学校の併設となった。

### 二中ストライキ事件
農学校は第二中学校との併設となったが、校長をはじめ教師や事務員の中学校と農学校の兼任が多かった。これを第二中学軽視と受け取った第二中学生が不満を増幅させていった。
1916年5月に、第二中学生が農学校の生徒寮を襲撃する事件が起きた。教師の慰留をうけて一時は収まったが、6月末に事態は再び紛糾した。第二中学生が同盟して授業をボイコットし、農学校が開墾した農場を石で固めたり、校長宅へ談判するために押しかけたりした。また状況視察に訪れた大味久五郎に罵声を浴びせ、投石する事態にまで発展した。このストライキは10月まで続いた。翌1916年、大味久五郎が知事職を休職し、第二中学の那覇移転計画が発表されると沈静化した。

### 発展期
1919年、沖縄県立第二中学校が那覇へ移転すると、単独校として整備された。1923年に林科が設置されて、沖縄県立農林学校と改称した。1937年には生徒数303人、1941年以降は定員600人に倍増された。

## 沖縄戦
1944年、生徒らは農林報国隊の名称で動員され、飛行場設営および高射砲陣地の構築作業にあたった。沖縄戦では鉄血勤皇隊に農林鉄血勤皇隊として加わった。

## 戦後
沖縄戦後、農林学校は廃校となった。1946年、北部農林高等学校として再出発した。

## 主な卒業生
- 大山朝常[7]

1921年卒。立法院議員、コザ市長を務める。
- 天野鉄夫

1931年卒。琉球政府の農業技術者として、沖縄の農業近代化に尽力した。
- 桑江朝幸[8]

1936年卒。沖縄市長を務める。